# 岡山県立江見商業高等学校
岡山県立江見商業高等学校（おかやまけんりつ えみしょうぎょうこうとうがっこう）は、岡山県美作市（旧作東町域）にあった県立の高等学校。県立高校の再編により、2009年（平成21年）3月7日に岡山県立林野高等学校へ統合されて閉校した。
事務関係は岡山県立林野高等学校に承継されたが、商業課程は岡山県立勝間田高等学校総合学科に実質継承された。

## 設置学科
- 全日制課程 ビジネス情報技術科

## 沿革
- 1948年3月18日 英田郡江見町外二ケ村組合江見高等学校設置認可
- 1948年4月1日 岡山県立林野高等学校江見分校として認可、開校
- 1952年10月31日 江見分校独立認可され、岡山県江見高等学校と改称
- 1962年4月1日 商業科設置認可。農業科、家庭科募集停止。商業科募集定員80名（全日制移管）
- 1963年4月1日 岡山県立江見商業高等学校と改称
- 2009年3月7日 林野高校との統合により閉校

## 所在地
- 岡山県美作市江見

- 美作市江見 - 地理院地図
- 美作市江見 - Google マップ

- 吉井川支流吉野川に東から流れる山家川が合流する地点に位置する。

## 交通アクセス
- JR姫新線 美作江見駅徒歩約10分
- 中国自動車道
  - 作東IC 車で約5分
  - 美作IC 車で約15分